# Wモアモア
Wモアモア（だぶるもあもあ）は、かつてトービック・漫才協会・落語芸術協会（デビュー当初は太田プロダクション）に所属していた日本のお笑いコンビ。出囃子は「トンコ節」。

## 概要
1968年、春日八郎の弟子であったけんが、漫才に魅せられWけんじに師事、一流企業の社員だったしんと1970年コンビを結成。1975年、第23回NHK漫才コンクール（現・NHK新人演芸大賞）で最優秀賞を受賞。1986年、漫才協団真打に昇進、幹部となる。
訛りの抜けないけんが、しんを「このバカ!」となじりながらギャグを飛ばす。しんは柳に風とばかりに聞き流しておいて、折を見てけんに抗弁するが肝心なところで言葉を言い間違え笑いを獲る。
2020年、結成50年目にして解散。その後、両者ともにピン芸人として活動する。後述通り、実際にはしんの休業によるものである。

## メンバー
東城 しん（本名：山下 清、1949年7月29日 - 2022年2月4日）熊本県水俣市出身。
- 司会業などでも活動したが、晩年は休業状態だった。生前最後の定席出演（落語芸術協会）は2019年8月15日のお江戸上野広小路亭だった[3]。
- 2022年2月4日12時55分、解離性大動脈瘤のため帝京大学医学部附属病院で死去。73歳没。死去は2月5日に漫才協会、2月6日に落語芸術協会からそれぞれ発表された[3][4][5]。

東城 けん（本名：菊地 善一、1949年8月14日 - ）福島県田村郡出身。
- 現在はピン芸人として浅草フランス座演芸場東洋館などで活動している。
- 息子はかつてオフィス北野に所属していた元芸人のサミー家安（旧芸名はサミーモアモアJr.）、現在は引退している。

## 代表作
- 清水の次郎長
- 沖田総司
- 偶数奇数
- 喫茶店
- 高齢化
- 妹の結婚式等

## 主な出演
- '75びっくり人間登場 (アシスタント)
- 笑いがいちばん
- 年忘れ漫才競演
- 真打ち競演
- ラジオ寄席
- メイコの税ミナール
- お笑い名人館
- 特選お笑い名人会